# أناتولي بولياكوف
أناتولي بولياكوف (بالروسية: Поляков, Анатолий Сергеевич)‏ هو سباح روسي، ولد في 10 مايو 1980 في فوركوتا في روسيا.

## وصلات خارجية
- أناتولي بولياكوف على موقع الاتحاد الدولي للسباحة (الإنجليزية)
- أناتولي بولياكوف على موقع SwimRankings.net (الإنجليزية)
- أناتولي بولياكوف على موقع أوليمبيديا (الإنجليزية)